# Скорочення Збройних сил Білорусі (1992—1996)
Скорочення Збройних сил Білорусії в 1992—1996 роках (біл. Скарачэнні Узброеных сіл Беларусі) — комплекс заходів, спрямованих головним чином на скорочення чисельності та оптимізацію Збройних сил Республіка Білорусь.

## Радянська спадщина
Згідно з Декларацією про державний суверенітет БРСР 1990 року, Білорусь отримала право на власні сили безпеки, підконтрольні Верховній Раді. Після здобуття незалежності 1991-го гостро постало питання про створення білоруської армії. 20 березня 1992 року Радою Міністрів з частин Білоруської військової округи ЗС СРСР були сформовані Збройні сили Республіки Білорусь.
Від Радянського Союзу країні дістався значний спадок: 1410 військових формувань БВО, угруповання стратегічних ядерних сил (близько 180 з'єднань, частин і установ чисельністю близько 40 тис. осіб). Концентрація військ у республіці була найвищою в Європі. Так, наприклад, один військовослужбовець припадав на 43 особи цивільного населення. До Білорусі повністю відійшли військові частини сухопутних військ та ППО, приблизно 90% винищувальної та бомбардувальної авіації, полк транспортної авіації, полк стратегічних бомбардувальників, повітрянодесантна дивізія. На території молодої держави знаходилося угруповання у 240 тисяч осіб. З них 125 тисяч людей навесні 92-го безпосередньо склали білоруську армію.
На 1990 рік у військовій окрузі налічувалося 3457 танків, 3824 броньованих машин, 1562 одиниці артилерії (понад 100 мм) та 79 гелікоптерів.
Самостійно республіка не могла утримувати такий контингент.

## Правові передумови
У квітні 1992 року країна підписала Лісабонський протокол, який зобов'язував скоротити стратегічні наступальні озброєння. Також Білорусь приєдналася до Договору про нерозповсюдження ядерної зброї.
10 липня 1992 року в Гельсінкі (Фінляндія) білоруська делегація підписала Підсумковий акт переговорів про чисельність особового складу звичайних збройних сил в Європі. Документ зобов'язував країну скоротити свою армію до 100 тисяч осіб.
Водночас Республіка Білорусь як рівноправний член ООН прийняла на себе низку міжнародних зобов'язань у сфері роззброєння та контролю над озброєннями, взятих ще за СРСР. Зокрема, країна взялася за реалізацію умов Договору про звичайні збройні сили в Європі 1990 року. Угода зобов'язувала республіку дотримуватися курсу на встановлення безпечного та стабільного балансу армій, а також боротися з нерівністю та військовим потенціалом, які можуть бути використані для здійснення раптового нападу та початку великомасштабних наступальних дій у Європі.

## Проведення
У 1992—1996 роках скорочено або переформовано 250 військових частин.
Деякі частини повністю розформовувалися (як, наприклад, 50-та Донецька база зберігання озброєння і техники), частіше відбувалося зниження рівня — в першу чергу шляхом перетворення дивізій на бригади. Зокрема, 51-ша гвардійська артилерійська дивізія стала 51-ю бригадою, 6-та гвардійська танкова дивізія — 6-ю механізованою, 11-й гвардійський танковий корпус — 11-ю, 103-тя гвардійська повітрянодесантна дивізія — 103-ю аеромобільною, 50-та гвардійська стрілецька дивізія — 50-ю гвардійською окремою механізованою бригадою. У свою чергу авіаполки перетворили на авіабази (спочатку таких було 8). Так, на Барановіцькому аеродромі почала базуватися 61-ша винищувальна авіабаза, в Мачулищах — 50-та змішана, в Ліді — 116-та гвардійська бомбардувальна авіабаза, в Березі — 927-та винищувальна.
У 1993 році 28-ма загальновійськова Червонопрапорна армія була перетворена на 28-й армійський корпус. Одночасно 7-ма танкова армія перейменована в 7-й армійський корпус у складі Збройних Сил Республіки Білорусь, а в 1994 році — в 65-й армійський корпус.
Підрозділи деяких частин після розформування були розділені між іншими формуваннями. Подібне сталося з 127-ю зенітно-ракетною бригадою, де одна група дивізіонів сформувала 127-й зенітно-ракетний полк, а інша увійшла до складу 115-го зенітно-ракетного полку.
Крім того, з території країни в 1992-1994 роках були виведені до Росії або розформовані на місці деякі авіаційні частини Дальньої авіації, фронтової авіації, авіації ППО та військово-транспортної авіації. Серед них — 22-га гвардійська важка бомбардувальна авіаційна дивізія.
Повним ходом йшли процеси з ліквідації озброєнь та техніки. Всього на початку 90-х років Білорусь за свій рахунок скоротила озброєнь і військової техніки в 2,8 рази більше, ніж Велика Британія, Франція і США (на території Європи) разом узяті. Країна ліквідувала 1773 бойові танки, 1341 бойову броньовану машину та 130 бойових літаків, що становить близько 10% озброєнь і військової техніки, ліквідованих усіма тридцятьма державами-учасницями Договору про звичайні збройні сили. У період 1992—1996 років повністю з озброєння знято надзвуковий реактивний військовий літак Як-28 і винищувач-перехоплювач 3-го покоління МіГ-25.
Одним із ключових заходів стала ракетно-ядерна демілітаризація Білорусі.З території країни до Росії було виведено 1120 боєзарядів. 584 ракети підлягали ліквідації по радянсько-американському договору 1987 року. Інші забрали Стратегічні ядерні сили Російської Федерації.

## Результати
До 1996-го армія скоротилася до 85,5 тисяч, а в другій половині 90-х — до 65. У країні на зберіганні або в обороті залишалися 1684 танки, 2483 броньовані машини, понад 200 гелікоптерів і літаків.

## Вплив
Скорочення чисельності Збройних Сил та зниження рівня озброєнь стали одними з ключових причин появи у 2000-х Військ територіальної оборони. Створення подібних формувань було найбільш економічним шляхом компенсації сил та коштів, підтримки обороноздатності держави на належному рівні.
Військовий аналітик та журналіст газети «Білоруси та ринок» Олександр Алесін у бесіді з політичним оглядачем «Радыё Свабода» Валерієм Карбалевичем зазначив, що політика скорочення армії та озброєння змусили країну утилізувати, а також розпродувати свою зброю. Це призвело до сплеску експорту білоруської військової продукції у 1990-х роках. Серед інших наслідків Алесін називав поширення закордонних підробітків та найманства серед колишніх військовослужбовців, яких скоротили у ході демілітаризації. Колишніх військових фахівців білоруська влада почала використовувати для надання військових послуг певним країнам, у тому числі в «гарячих точках», щоб не залучати до цього діючі кадри.
Як заявив керівник аналітичного центру ЕсооМ, член Науково-експертної групи при Державному секретаріаті Рада Безпеки та правління Союзу письменників Білорусі Сергій Мусієнко в проекті «Гордість за Білорусь» для видання «СБ. Білорусь Сьогодні», заходи 1992—1996 років негативно позначилися на стані військових містечок (таких було понад 200 у країні). Внаслідок скорочення армії багато з них почали пустіти, руйнувалася інфраструктура поселень.